# Marcel Pronk
Marcel Pronk (Den Haag, 5 september 1983) is een Nederlands voormalig profvoetballer die voor amateurclub SVV Scheveningen speelt.
Pronk groeide op in de Haagse wijk Houtwijk waar hij voor onder meer amateurclub BTC (later hernoemd tot RAVA) speelde. Hij werd gescout door ADO Den Haag, waar hij de jeugdopleiding doorliep. In het seizoen 2003/04 maakte hij zijn debuut in de hoofdmacht van deze club. Zijn eerste officiële treffer maakte hij op 9 augustus 2003 in een bekerduel tegen RKSV Schijndel. In de verlenging scoorde hij als invaller de beslissende 1-2.
Zijn eerste competitiewedstrijd voor ADO Den Haag speelde hij op 16 augustus 2003 tegen RKC Waalwijk (1-0 verlies). Hij begon de wedstrijd als basisspeler en werd in 73e minuut vervangen. Zijn eerste en enige competitietreffer maakte hij een week later tegen FC Utrecht. In de 81e minuut viel hij in voor Arjan van der Laan. Enkele minuten later scoorde hij de 1-1.
Het seizoen erop kreeg hij onder trainer Frans Adelaar aanzienlijk minder speeltijd. In de zomer 2005 verruilde hij ADO Den Haag voor RKC Waalwijk. Hij brak er niet door en mocht alleen komen opdraven in een bekerduel tegen Kozakken Boys. In de 63e minuut kwam hij in het veld voor Robert Fuchs.
Na zijn verblijf bij RKC maakte hij de overstap naar de Quick Boys, waar hij tot en met het seizoen 2008/2009 speelde. Hierna maakte hij de overstap naar SVV Scheveningen.

## Clubstatistieken
| seizoen | club             | competitie  | duels | goals |
| ------- | ---------------- | ----------- | ----- | ----- |
| 2003/04 | ADO Den Haag     | eredivisie  | 9     | 1     |
| 2004/05 | ADO Den Haag     | eredivisie  | 1     | 0     |
| 2005/06 | RKC Waalwijk     | eredivisie  | 0     | 0     |
| 2006/07 | Quick Boys       | hoofdklasse |       |       |
| 2007/08 | Quick Boys       | hoofdklasse |       |       |
| 2008/09 | Quick Boys       | hoofdklasse |       |       |
| 2009/10 | SVV Scheveningen | hoofdklasse |       |       |
| 2010/11 | SVV Scheveningen | hoofdklasse |       |       |
| 2011/12 | SVV Scheveningen | hoofdklasse |       |       |
| 2012/13 | SVV Scheveningen | Topklasse   |       |       |
| TOTAAL  | TOTAAL           | TOTAAL      | 10    | 1     |